# ワイヤーロープ

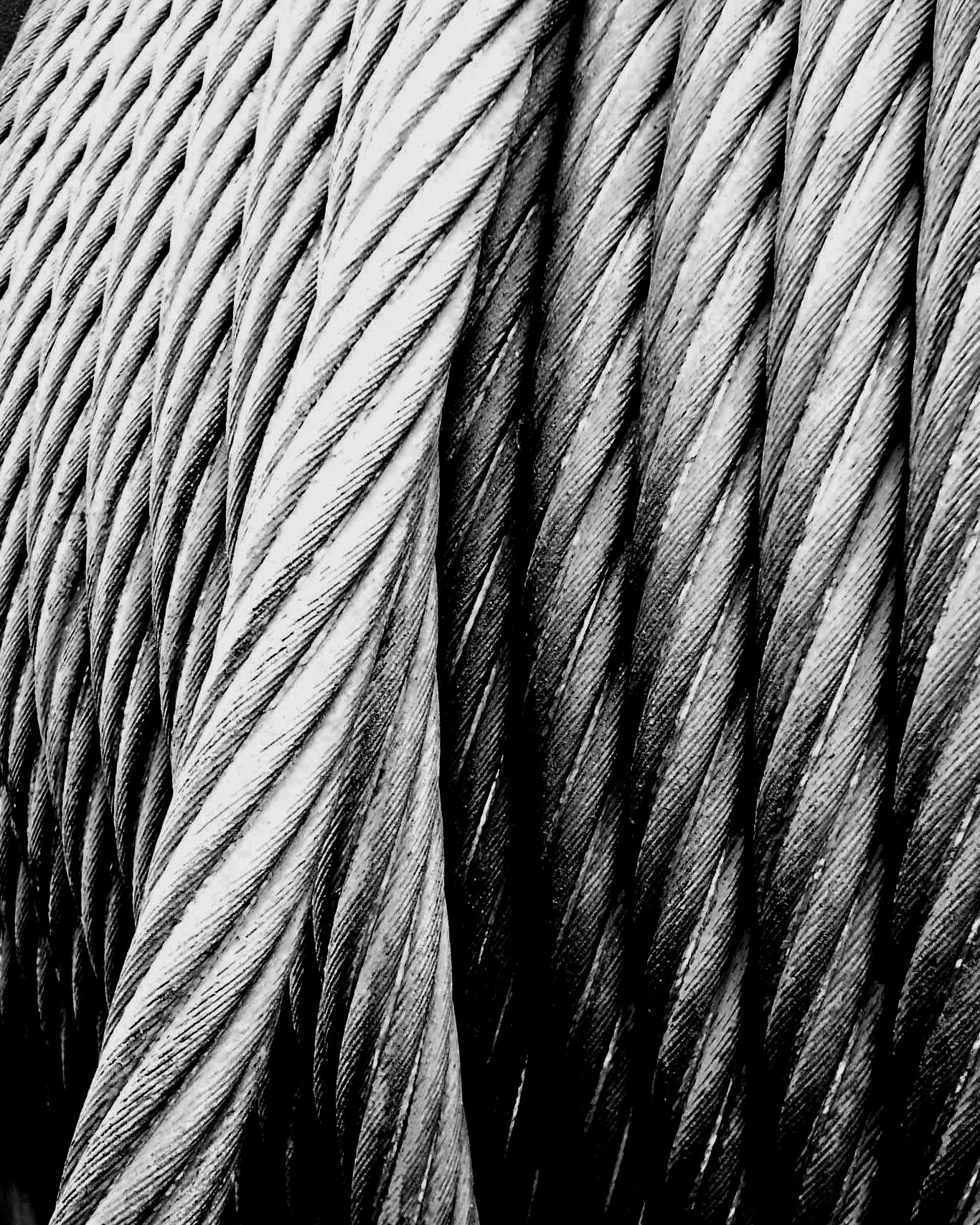
スチール製ワイヤーロープ（Z撚り、かつラング撚り）

ワイヤーロープ（Wire rope）とは、素線となる金属束をストランド（子綱）となるワイヤでねじりよりあわせてつくられる金属製ロープ。

## 概要
ワイヤロープの素線は、一般に針金と呼ばれる軟鋼線と、ばね鋼のピアノ線の中間くらいの硬さのものが使われる。撚りの主な構成パターンは、素線を一段から多段に同心円状に片方より合わせた螺旋状（スパイラル）型、ストランドをさらに心綱周りに一層から数層より合わせるものストランデッド型などがあり、ストランデッドからさらにより合わせ、より大きな直径のワイヤーロープとなるケーブルレイドロープと呼ばれるパターンもあり、レイドロープの複数のストランドで構成させている。

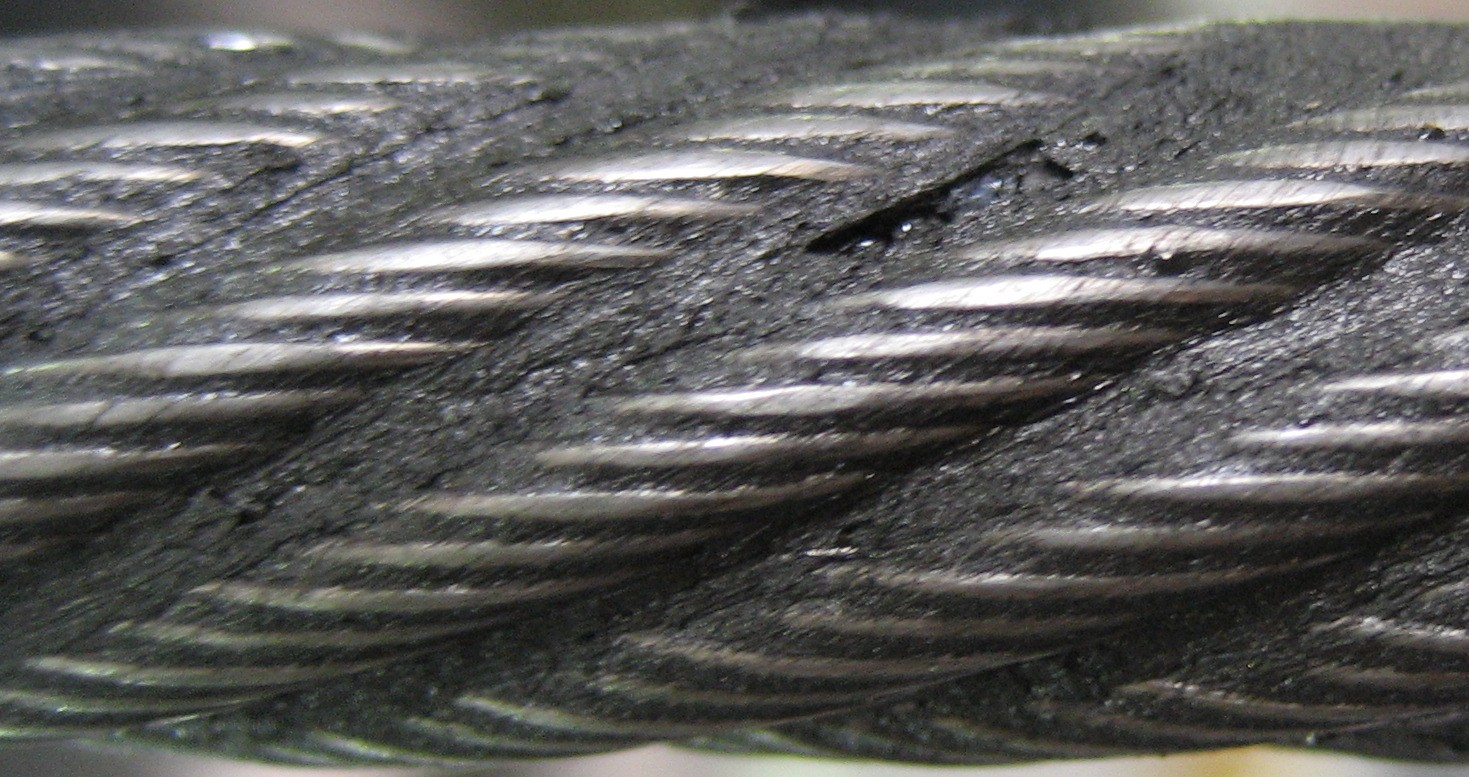
S撚りの普通撚り（LHOL）はロープの撚りとストランドの撚りが逆向き
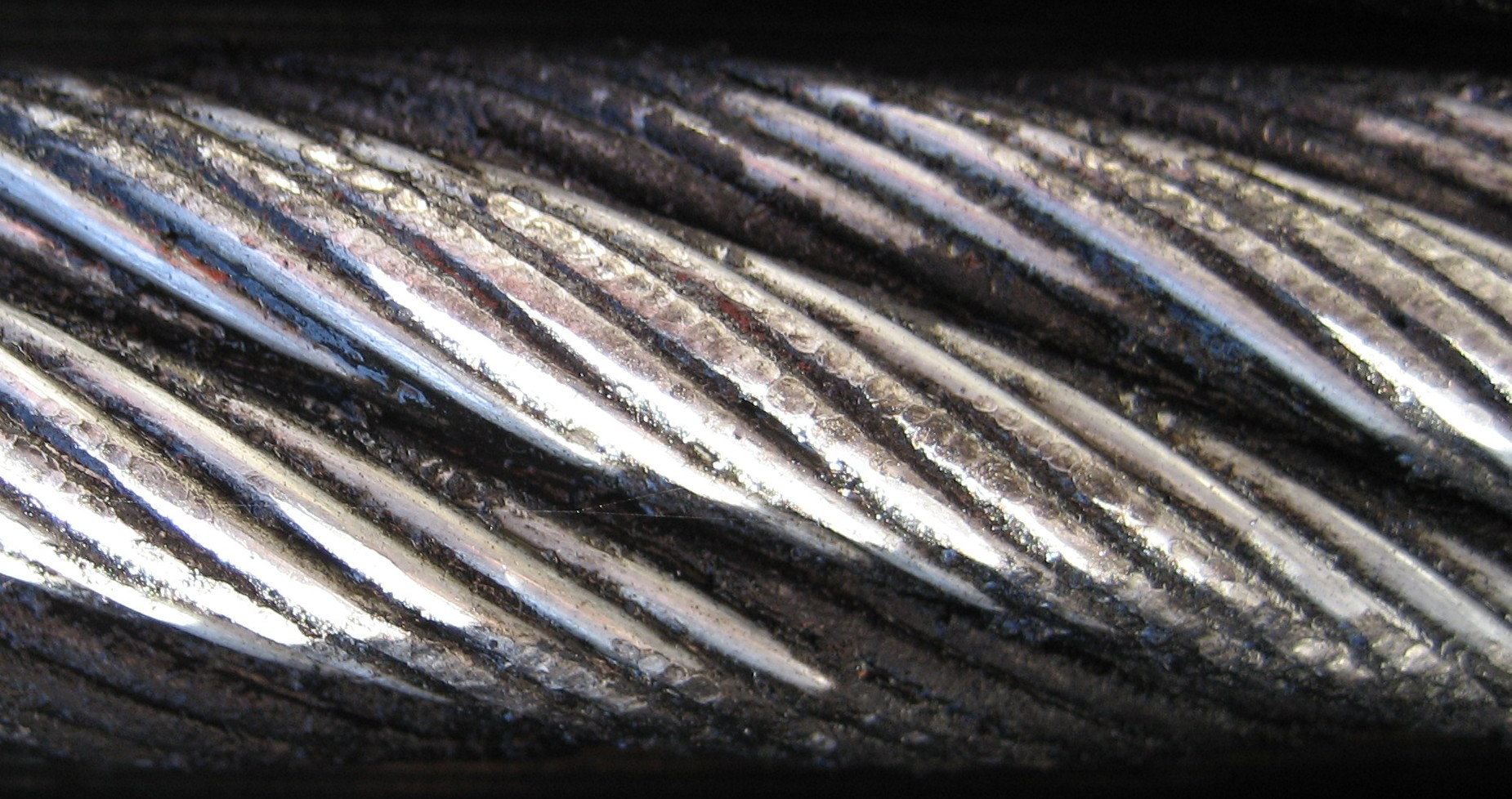
Z撚りのラング撚り（RHLL）ではロープの撚りとストランドの撚りが同方向

## 歴史
現代のワイヤーロープは、ドイツ・ニーダーザクセン州クラウスタールハルツ山地での採掘に使用するために、1831年から1834年に鉱山技師ヴィルヘルム・アルベルトによって発明された  。以前から使用されていた鎖や、麻など天然繊維で作られたロープよりも優れていることが証明されたため、直ちに普及した。

## 建設

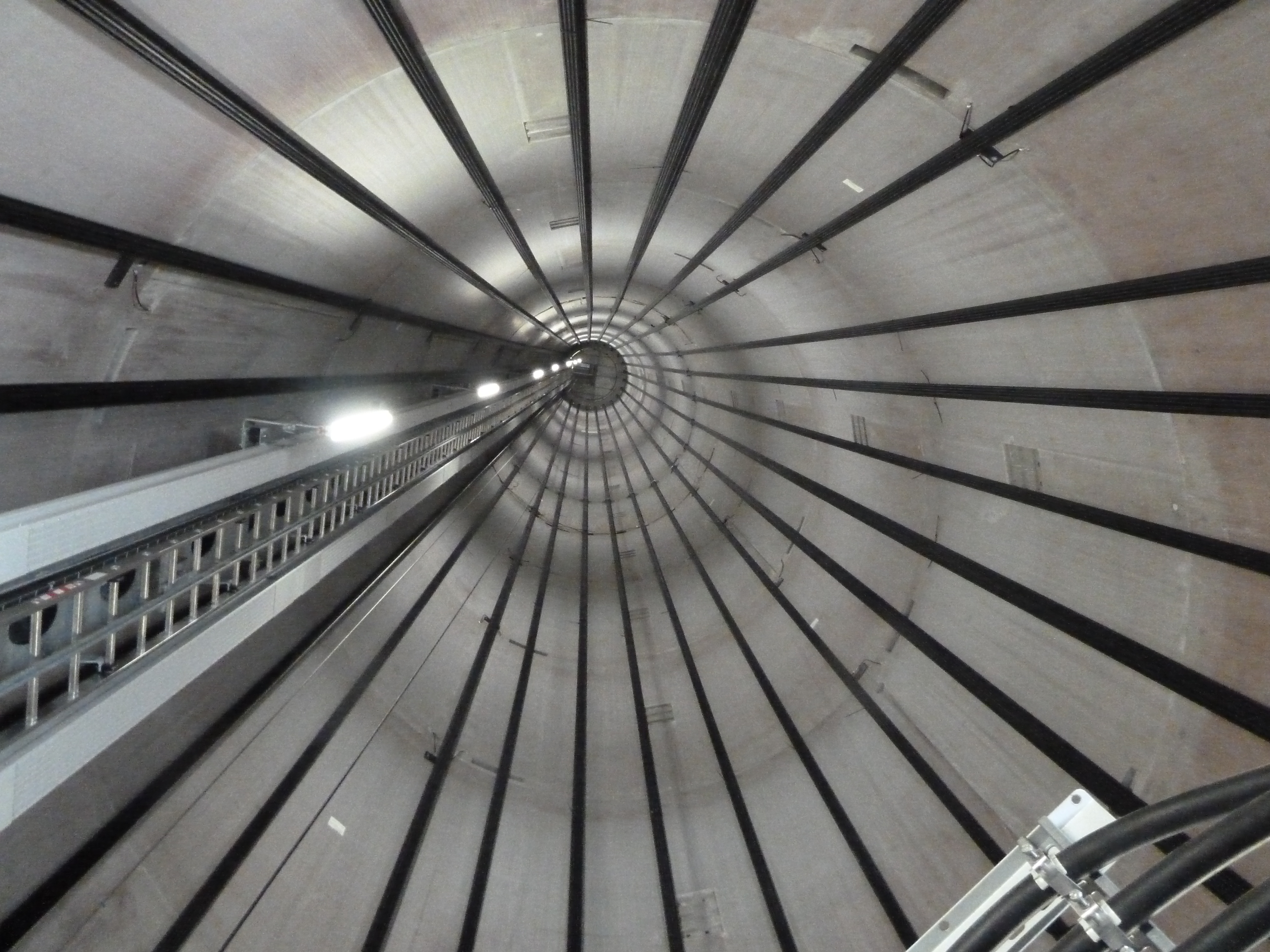
風力タービンタワー内部。テンドンで保持されたワイヤーロープの張力でタワーの強度を保っている

### 撚りロープ
大規模な吊橋では平行線ケーブルが使用されるが、小規模な橋や支線式鉄塔など支持荷重が比較的小さいものでは撚線ワイヤーロープも多く使用される。

## 終端（エンド）処理
ワイヤーロープを切断した端部はほつれ止めや、先端がワイヤーブラシのように物を傷受けないよう処理する必要がある。吊り下げフック等と連結できるようループ状にすることが多く、環の内側には摩耗防止にシンブル（指ぬきの意）という金具がつくこともある。

### アイスプライスまたはフランダースアイ
ループの基部の撚りを緩めて隙間を作り、先端をほどいたストランドを差し込んで引き締め、一体化させたもの。張力が加わるとより強い抜止力が働く自緊作用もあるが、元々は繊維ロープで用いられてきた方法で、堅い鋼線のワイヤーロープでは可能な太さに限度があり、特に素線が太いものには使えない。

### ワイヤーロープクリップ

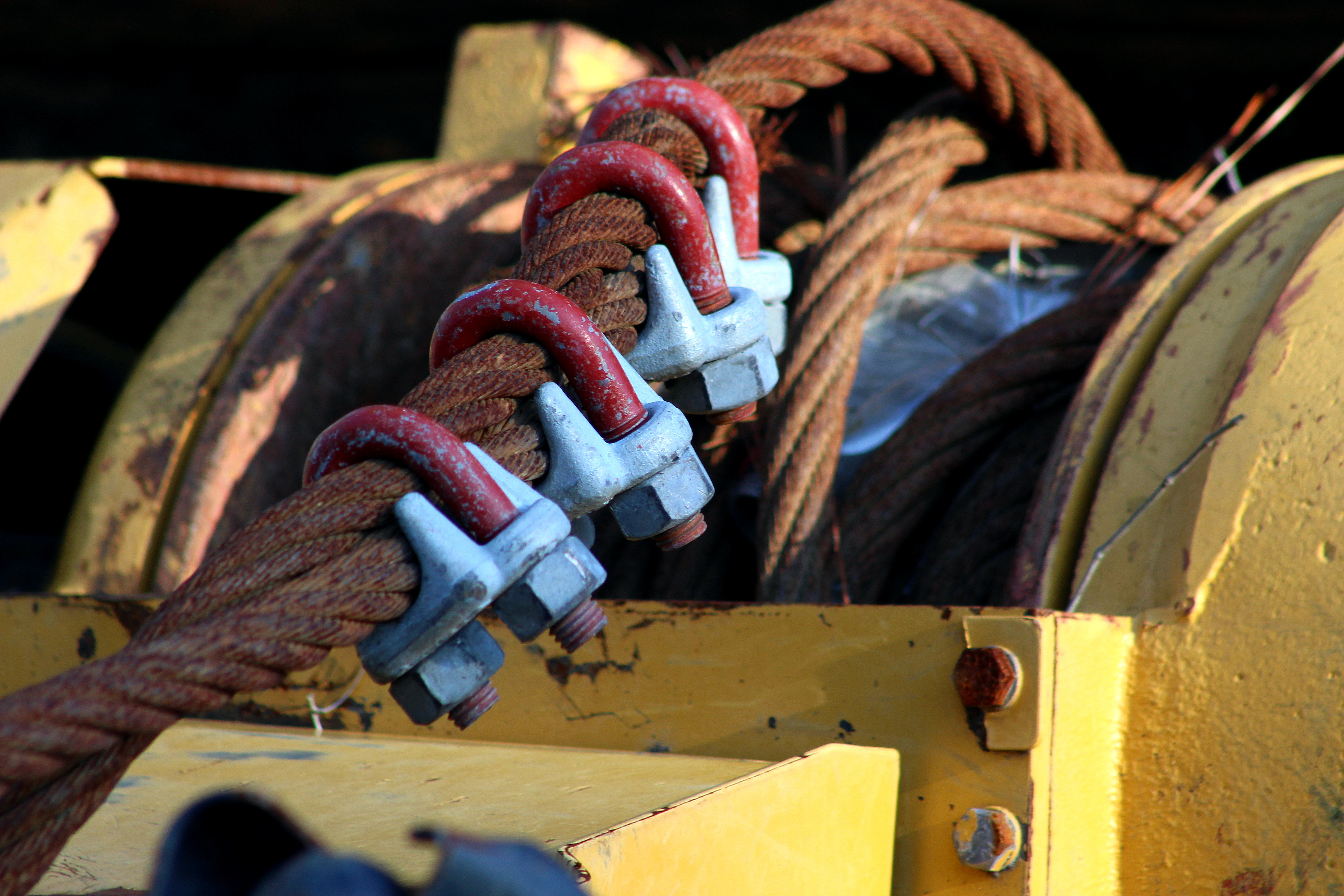
クリップで留められた伐採設備のワイヤーロープ

ボルト締めのクランプ金具で固縛するもの。現場合わせが容易だが耐久性はやや劣る。

### スエージターミネーション（かしめ）

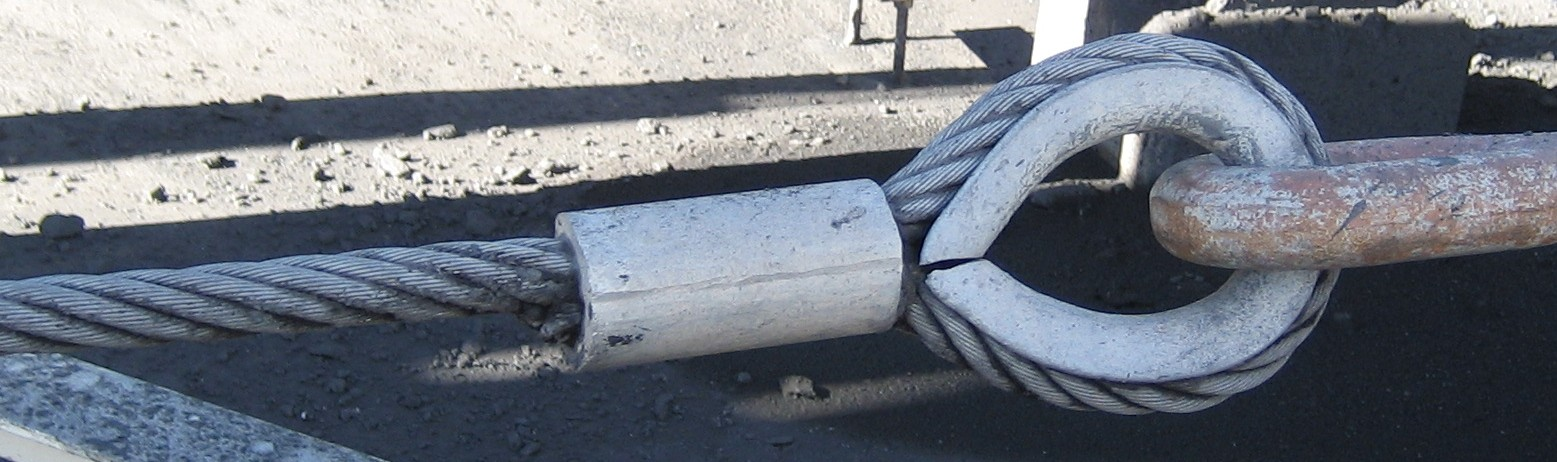
シンブルとフェルールのループ終端処理されたワイヤーロープ

スリーブやフェルールと呼ばれる、主にひょうたん型断面形の筒状金具にワイヤーを通し、電線に用いる圧着端子と似た要領で締め潰して固定するもの。生産性が高く固定力も強いが、太く大荷重のロープではスリーブも頑強で、かしめ加工に相応の機器が必要になり、現場施工よりも工場生産寄りの手法である。